# Onthophagus griseoaeneus
Onthophagus griseoaeneus là một loài bọ cánh cứng trong họ Bọ hung (Scarabaeidae).